# Jerzy V Wspaniały
Jerzy V Wspaniały (gruz.: გიორგი V ბრწყინვალე; ur. 1286 lub 1289, zm. 1346) – władca Gruzji z dynastii bagratydzkiej. Doprowadził do zjednoczenia państwa, podporządkowując sobie także północną Armenię oraz część Azerbejdżanu i Dagestanu. Wkrótce po objęciu tronu w 1314 r. doprowadził do uwolnienia państwa od zależności wasalnej wobec mongolskich Ilchanidów. Był inicjatorem wielu reform prawnych. Za jego panowania uregulowano sytuację chłopstwa, a także wprowadzono, obowiązujący przez kilka następnych stuleci, kodeks prawny dla górali. Dążąc do wzmocnienia władzy królewskiej brutalnie walczył z nieposłusznymi namiestnikami prowincji. Usiłował także podporządkować sobie Kościół. Dbał o rozwój gospodarczy i bezpieczeństwo wewnętrzne.